# Saint-Victor-l'Abbaye
Saint-Victor-l'Abbaye és un municipi francès situat al departament del Sena Marítim i a la regió de Normandia. L'any 2007 tenia 624 habitants.

## Demografia

### Població
El 2007 la població de fet de Saint-Victor-l'Abbaye era de 624 persones. Hi havia 235 famílies de les quals 44 eren unipersonals (16 homes vivint sols i 28 dones vivint soles), 91 parelles sense fills, 88 parelles amb fills i 12 famílies monoparentals amb fills.
La població ha evolucionat segons el següent gràfic:
Habitants censats

### Habitatges
El 2007 hi havia 250 habitatges, 233 eren l'habitatge principal de la família, 11 eren segones residències i 6 estaven desocupats. 243 eren cases i 5 eren apartaments. Dels 233 habitatges principals, 170 estaven ocupats pels seus propietaris, 62 estaven llogats i ocupats pels llogaters i 1 estava cedit a títol gratuït; 1 tenia una cambra, 6 en tenien dues, 27 en tenien tres, 70 en tenien quatre i 129 en tenien cinc o més. 199 habitatges disposaven pel capbaix d'una plaça de pàrquing. A 112 habitatges hi havia un automòbil i a 101 n'hi havia dos o més.

### Piràmide de població
La piràmide de població per edats i sexe el 2009 era:
| Homes | Edats   | Dones |
| ----- | ------- | ----- |
| 0     | 95 o +  | 0     |
| 0     | 90 a 94 | 4     |
| 0     | 85 a 89 | 0     |
| 8     | 80 a 84 | 8     |
| 8     | 75 a 79 | 16    |
| 8     | 70 a 74 | 12    |
| 8     | 65 a 69 | 8     |
| 12    | 60 a 64 | 16    |
| 20    | 55 a 59 | 24    |
| 8     | 50 a 54 | 28    |
| 36    | 45 a 49 | 12    |
| 12    | 40 a 44 | 16    |
| 16    | 35 a 39 | 20    |
| 36    | 30 a 34 | 28    |
| 24    | 25 a 29 | 28    |
| 24    | 20 a 24 | 20    |
| 20    | 15 a 19 | 12    |
| 16    | 10 a 14 | 12    |
| 16    | 5 a 9   | 16    |
| 28    | 0 a 4   | 20    |

## Economia
El 2007 la població en edat de treballar era de 394 persones, 270 eren actives i 124 eren inactives. De les 270 persones actives 247 estaven ocupades (136 homes i 111 dones) i 23 estaven aturades (11 homes i 12 dones). De les 124 persones inactives 36 estaven jubilades, 29 estaven estudiant i 59 estaven classificades com a «altres inactius».

### Ingressos
El 2009 a Saint-Victor-l'Abbaye hi havia 267 unitats fiscals que integraven 672,5 persones, la mediana anual d'ingressos fiscals per persona era de 16.188 €.

### Activitats econòmiques
Dels 28 establiments que hi havia el 2007, 4 eren d'empreses extractives, 1 d'una empresa alimentària, 1 d'una empresa de fabricació d'altres productes industrials, 4 d'empreses de construcció, 7 d'empreses de comerç i reparació d'automòbils, 2 d'empreses de transport, 2 d'empreses d'hostatgeria i restauració, 1 d'una empresa d'informació i comunicació, 4 d'empreses immobiliàries, 1 d'una empresa de serveis i 1 d'una empresa classificada com a «altres activitats de serveis».
Dels 7 establiments de servei als particulars que hi havia el 2009, 2 eren tallers de reparació d'automòbils i de material agrícola, 2 paletes, 1 lampisteria, 1 empresa de construcció i 1 perruqueria.
Dels 2 establiments comercials que hi havia el 2009, 1 era una botiga de més de 120 m² i 1 una botiga de menys de 120 m².
L'any 2000 a Saint-Victor-l'Abbaye hi havia 15 explotacions agrícoles que ocupaven un total de 840 hectàrees.

## Equipaments sanitaris i escolars
El 2009 hi havia una escola maternal integrada dins d'un grup escolar amb les comunes properes formant una escola dispersa.

## Poblacions més properes
El següent diagrama mostra les poblacions més properes.